# Diplodoco
Diplodocus é um gênero de dinossauro saurópode herbívoro e quadrúpede que viveu durante o período Jurássico há aproximadamente 154 a 152 milhões de anos. O seu nome significa dupla alavanca pela disposição dos ossos da parte posterior de cauda com mais de 15 metros, mais longa do que um terópode de grande porte. Sua cauda possivelmente era usada para defesa, funcionando como um chicote. O Diplodocus media em torno de 27 e 32 metros de comprimento, dependendo da espécie, e pesava cerca de 15 toneladas. É um dos dinossauros mais conhecidos.

## Localização
O Diplodocus viveu na América do Norte e foi descoberto por Othniel Charles Marsh, que publicou sua descoberta em 1878.

## Alimentação
Eram herbívoros e provavelmente se alimentavam de plantas aquáticas, ramos nas copas das árvores, vegetação tenra rasteira e folhas de árvores altas.

## Características físicas

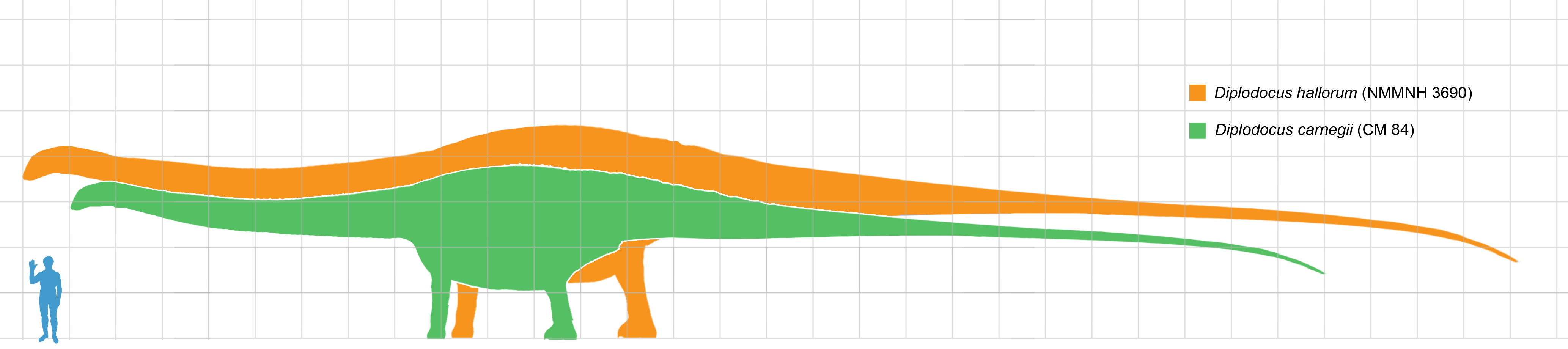
Comparação de tamanho entre Diplodocus hallorum (laranja), Diplodocus carnegii (verde) e Homo sapiens (azul).

Os Diplodocus tinham os pés largos e redondos e talvez andavassem de forma semelhante aos elefantes. 

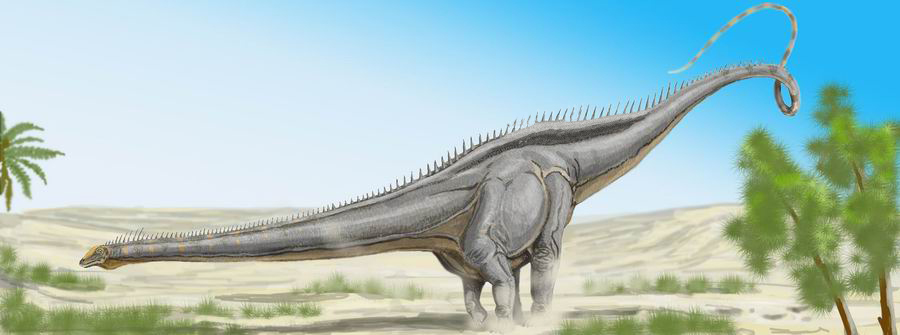
Representação artística de Diplodocus hallorum, antigamente nomeado Seismosaurus hallorum

 O pescoço do Diplodocus podia chegar a mais de nove metros de comprimento, composto por 15 vértebras cervicais alongadas e articuladas entre si. Essas vértebras possuíam aberturas chamadas de forames, que ajudavam a reduzir o peso do pescoço e a fornecer espaço para os vasos sanguíneos e nervos que percorriam o comprimento do pescoço. Com esse pescoço, o Diplodocus provavelmente conseguia alcançar folhagens mais altas, onde outros herbívoros não conseguiam alcançar.

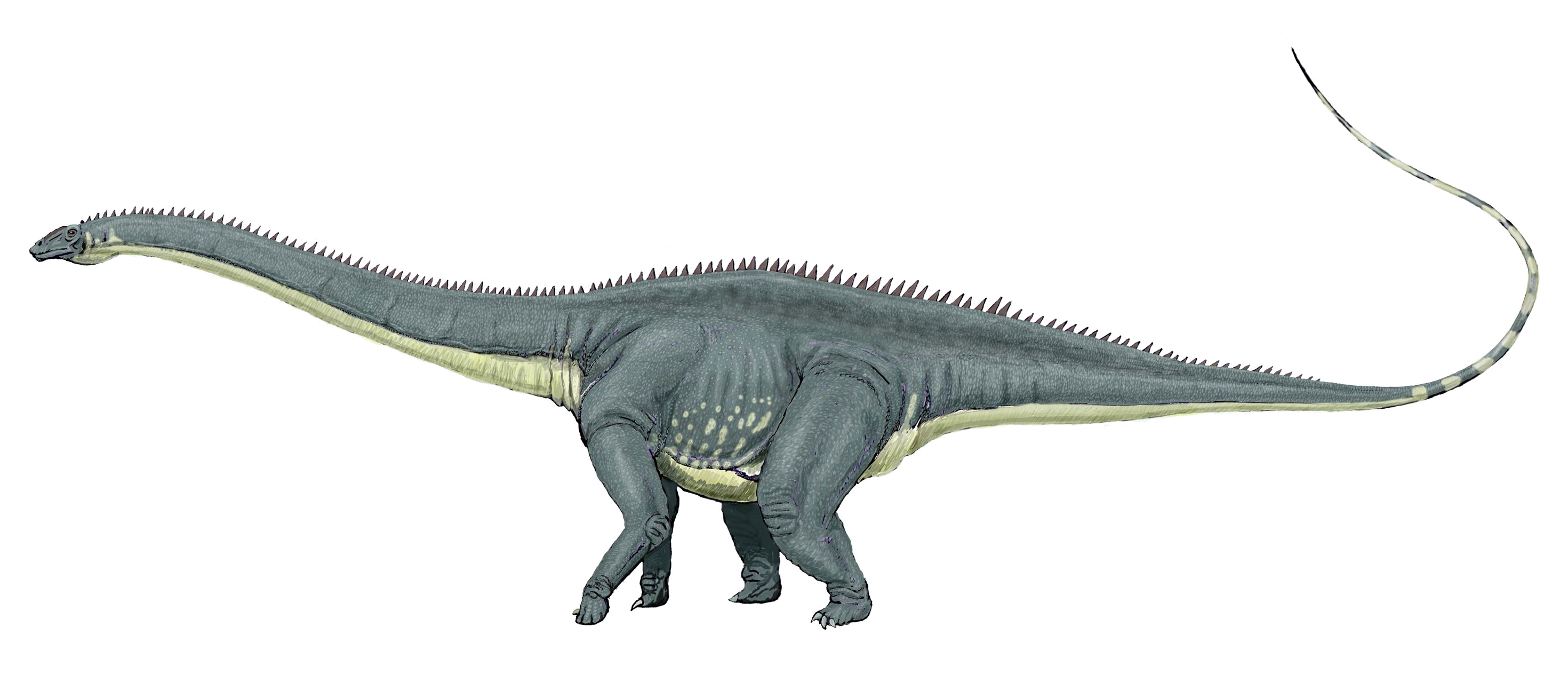
Representação artística de Diplodocus carnegii

Diplodocus mediam de 25 a 33 metros de comprimento e de 4 a 9 metros de altura, dependendo da espécie, e a altura variava com a posição do pescoço. A cauda do Diplodocus é também uma das mais longas entre os dinossauros, podendo chegar a mais de 15 metros de comprimento. Ela era composta por cerca de 80 vértebras caudais que se tornavam cada vez menores em direção à ponta. A cauda provavelmente desempenhava um papel importante na comunicação visual e auditiva entre os dinossauros, além de também auxiliar no equilíbrio e locomoção.

## Predadores
Os Diplodocus, apesar de grandes, não sobreviviam (raramente) a ataques de carnívoros, principalmente quando filhotes, uma vez que os adultos não cuidavam destes. Sem dúvida alguns de seus maiores inimigos durante a infância poderiam ser mamíferos e pequenos dinossauros carnívoros, além dos terríveis alossauros. Durante a fase adulta, eram grandes demais para as florestas, ficavam em campo aberto, em enormes manadas, permitindo que protegessem uns aos outros com suas caudas imensas.

## Taxonomia
Os diplodocídeos foram amplamente estudados por Tschopp et al.

### Gêneros aparentados
- Galaemopus
- Supersaurus
- Apatosaurus
- Kaatedocus
- Amphicoelias (possível sinônimo)

### Espécies do gêneroDiplodocus
- Diplodocus carnegii
- Diplodocus hallorum (anteriormente conhecida como Seismosaurus hallorum).